# Diócesis de Steubenville
La diócesis de Steubenville (en latín: Dioecesis Steubenvicensis y en inglés: Roman Catholic Diocese of Steubenville) es una circunscripción eclesiástica de la Iglesia católica en Estados Unidos. Se trata de una diócesis latina, sufragánea de la arquidiócesis de Cincinnati, que tiene al obispo Jeffrey Marc Monforton como su ordinario desde el 3 de julio de 2012.

## Territorio y organización

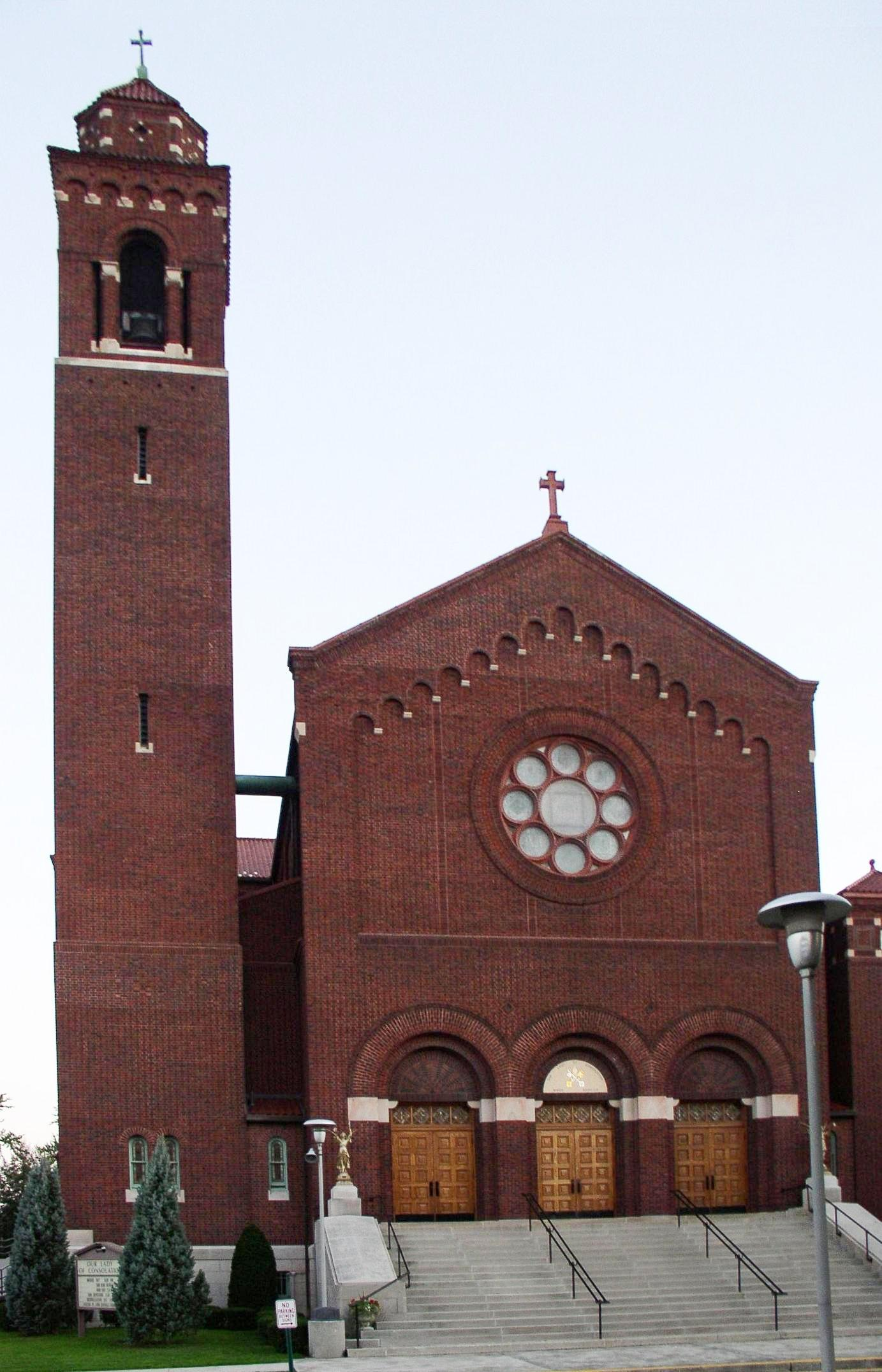
Basílica de Santa María de la Asunción, en Marietta

La diócesis tiene 15 309 km² y extiende su jurisdicción sobre los fieles católicos de rito latino residentes en 13 condados del estado de Ohio: Athens, Belmont, Carroll, Gallia, Guernsey, Harrison, Jefferson, Lawrence, Meigs, Monroe, Morgan, Noble y Washington.
La sede de la diócesis se encuentra en la ciudad de Steubenville, en donde se halla la Catedral del Santo Nombre de Jesús. A Marietta se encuentra la basílica menor de Santa María de la Asunción.
En 2020 en la diócesis existían 52 parroquias: 

## Historia
La diócesis fue erigida el 21 de octubre de 1944 con la bula Dioecesium in orbe del papa Pío XII, obteniendo el territorio de la diócesis de Columbus.
La diócesis está recaudando fondos para construir una nueva catedral, la Catedral del Triunfo de la Cruz, en el extremo oeste de Steubenville, cerca de la escuela secundaria diocesana, Steubenville Catholic Central High School. Los planes entrañan la combinación de seis parroquias en la ciudad de Steubenville (Catedral del Santo Nombre, Santo Rosario, San Pío X, San Antonio, San Estanislao, y Siervos de Cristo Rey) y la construcción de una catedral en una ubicación céntrica con el fin de mejorar la disminución de la población de la zona y en el número de sacerdotes ordenados en la diócesis. Las seis parroquias que forman el Triunfo de la Cruz fueron clausuradas el 8 de junio de 2008.

## Estadísticas
De acuerdo al Anuario Pontificio 2021 la diócesis tenía a fines de 2020 un total de 30 199 fieles bautizados.
| Año                                                                             | Población            | Población | Población      | Sacerdotes | Sacerdotes    | Sacerdotes    | Bautizados por sacerdote | Diáconos permanentes | Religiosos | Religiosos | Parroquias |
| Año                                                                             | Bautizados católicos | Total     | % de católicos | Total      | Clero secular | Clero regular | Bautizados por sacerdote | Diáconos permanentes | Varones    | Mujeres    | Parroquias |
| ------------------------------------------------------------------------------- | -------------------- | --------- | -------------- | ---------- | ------------- | ------------- | ------------------------ | -------------------- | ---------- | ---------- | ---------- |
| 1950                                                                            | 62 400               | 503 204   | 12.4           | 101        | 90            | 11            | 617                      |                      | 10         | 35         | 59         |
| 1966                                                                            | 53 500               | 501 897   | 10.7           | 194        | 176           | 18            | 275                      |                      | 34         | 28         | 88         |
| 1970                                                                            | 55 000               | 501 897   | 11.0           | 149        | 132           | 17            | 369                      |                      | 37         | 233        | 73         |
| 1976                                                                            | 57 600               | 545 060   | 10.6           | 137        | 117           | 20            | 420                      |                      | 34         | 182        | 93         |
| 1980                                                                            | 55 400               | 564 000   | 9.8            | 126        | 113           | 13            | 439                      | 1                    | 22         | 151        | 74         |
| 1990                                                                            | 47 858               | 526 000   | 9.1            | 117        | 104           | 13            | 409                      |                      | 19         | 103        | 76         |
| 1999                                                                            | 41 452               | 520 177   | 8.0            | 135        | 116           | 19            | 307                      | 6                    | 8          | 78         | 73         |
| 2000                                                                            | 40 201               | 518 913   | 7.7            | 124        | 104           | 20            | 324                      | 7                    | 27         | 63         | 74         |
| 2001                                                                            | 40 541               | 522 253   | 7.8            | 120        | 96            | 24            | 337                      | 7                    | 32         | 77         | 74         |
| 2002                                                                            | 40 654               | 515 672   | 7.9            | 124        | 97            | 27            | 327                      | 6                    | 36         | 66         | 74         |
| 2003                                                                            | 40 562               | 513 734   | 7.9            | 125        | 98            | 27            | 324                      | 6                    | 37         | 82         | 72         |
| 2004                                                                            | 40 411               | 513 734   | 7.9            | 114        | 89            | 25            | 354                      | 6                    | 38         | 78         | 70         |
| 2010                                                                            | 38 593               | 533 000   | 7.2            | 101        | 72            | 29            | 382                      | 8                    | 36         | 58         | 58         |
| 2014                                                                            | 39 800               | 549 000   | 7.2            | 100        | 68            | 32            | 398                      | 12                   | 38         | 51         | 58         |
| 2017                                                                            | 35 232               | 520 690   | 6.8            | 90         | 56            | 34            | 391                      | 17                   | 38         | 62         | 35         |
| 2020                                                                            | 30 199               | 496 221   | 6.1            | 81         | 54            | 27            | 372                      | 14                   | 38         | 52         | 52         |
| Fuente: Catholic-Hierarchy, que a su vez toma los datos del Anuario Pontificio. |                      |           |                |            |               |               |                          |                      |            |            |            |

### Escuelas secundarias
- Catholic Central High School, Steubenville
- St. John Central High School, Bellaire
- Saint Joseph Central High School, Ironton

### Universidades
- Universidad Franciscana de Steubenville, Steubenville

## Episcopologio
- Anthony John King Mussio † (10 de marzo de 1945-27 de septiembre de 1977 retirado)
- Albert Henry Ottenweller † (11 de octubre de 1977-28 de enero de 1992 retirado)
- Gilbert Ignatius Sheldon (28 de enero de 1992-31 de mayo de 2002 retirado)
- Robert Daniel Conlon (31 de mayo de 2002-17 de mayo de 2011 nombrado obispo de Joliet)
- Jeffrey Marc Monforton, desde el 3 de julio de 2012